# 挂谷集合

这幅图展示了一个在三尖瓣线的内部旋转的转针。 在它转动的每一阶段（除了一个端点是在三尖瓣线的一个顶点时），转针与三尖瓣线相交于三个点：两个端点（蓝色）和一切点（黑色）。
转针的中点（红色）描绘了一个直径等于转针一半的长度的圆。

在数学中，挂谷集合（Kakeya set）或者贝西科维奇集合，是一个在欧几里德空间中的点的集合，包含了在任何方向上的单位线段。例如，欧几里德平面中的一个半径为1/2的圆盘，或在三维空间中一个半径为1/2的球，形成了一个挂谷集。 许多在此方面的研究已经研究了这样的点集面积最小值的问题。 贝西科维奇表明贝西科维奇集可以为无限小集。
挂谷转针集合（有时也称为挂谷集合）是一个在平面上的更典型的（贝西科维奇）集合，单位线段在其中可以连续旋转180度，使其与其原来的位置颠倒。半径为的1/2圆盘也是挂谷转针集合的一个例子。

## 挂谷转针问题
挂谷转针问题，询问在平面上是否有一个面积最小的区域D，在其中针可以旋转360度。挂谷宗一（Sōichi Kakeya）于1917年首次对于凸集提出此问题。Pál的研究显示，凸集的最小面积可以通过一个高为1和面积为1/√3的 等边三角形达到。
挂谷似乎认为面积最小的没有凸性限制的挂谷集 D 将是一个三尖瓣线。然而这是错误的；还有较小的非凸挂谷集合。

## 贝西科维奇集合

一种“萌芽”方法，用于构造一个小尺度的挂谷集合。这里展示了两种可能的方法来划分我们的三角形并重叠部分以得到一个较小的集合，第一种方法是我们只使用两个三角形，第二种方法是我们使用八个三角形。请注意，与原始起始形状相比，最终形状的大小有多小。

亚伯兰·贝西科维奇可以证明在其中单位长度的转针可以旋转一周的区域D的面积没有一个大于0的下界。 这个结论建立于他早期对于每个方向上包含单位段的平面集的研究。这样的集合现在被称作贝西科维奇集合。 贝西科维奇在1919年的工作显示这样的点集可以有无限小量度的面积 。在此之前，分析学家可能已经考虑过这个问题。
一种构造贝西科维奇集合的方法（相关图形见图右）在奧斯卡·佩龍能够简化贝西科维奇的原始结构之后被称作「佩龙树」： 作一个高为1的三角形，将其分为二部，将每一部分平移到另一部分上，使得它们的底重合于一些较小的区间。然后这个新图形便有了更小的面积。
现在，想象我们把我们的三角形分为8个子三角形。对于每对相邻的三角形，重演如上所述的重叠过程，获得4个新图形，每个包括两个重叠的三角形。接着，将相邻的新图形移动，使其底部分重合，所以我们只剩下两个图形，最后用同样方法将这两个图形重合。最后，我们得到了一个看上去像是树之类的东西的图形，但面积远小于原来的三角形。
为了构造更小的点集，将三角形细分为2n 个三角形，每个三角形的底长为2−n，并执行与我们之前两次和八次划分三角形时相同的操作。如果我们在每个三角形上所做的重叠量足够小，并且我们三角形的细分区域的大小n足够大，我们就可以形成一棵我们想要的面积最小的树。一个贝西科维奇集合可以由等边三角形产生的佩隆树的三个旋转组合而成。
进一步采用该方法，我们可以构造一个集合序列，其交集是一个度量零的贝西哥维奇集合。这样做的一种方法是观察，如果我们有一个平行四边形，两个边在x=0和x=1线上，那么我们就可以找到一个平行四边形的并集，这些平行四边形的边也在这些线上，它们的总面积是任意小的，并且包含了平行四边形中将x=0上的一个点连接到x=1上的一个点的所有直线的平移。这可由贝西奥维奇的构造方法稍变化而得。重复以上，我们可以找到一个集合序列
{\displaystyle K_{0}\supseteq K_{1}\supseteq K_{2}\cdots }
每一个直线x=0和x=1之间的平行四边形的有限并集，其面积趋向于零，并且每一条都包含单位面积中连接x=0和x=1的所有直线的平移。这些集合的交集是一个包含所有这些线的转换的度量零集，因此这个交集的两个副本的并集是一个度量零的贝西科维奇集。
除了“萌芽”方法之外，还有其他方法可以构造贝西科维奇的度量零集。例如卡汉使用康托尔集在二维平面中构造一个贝西科维奇测量零点集。 

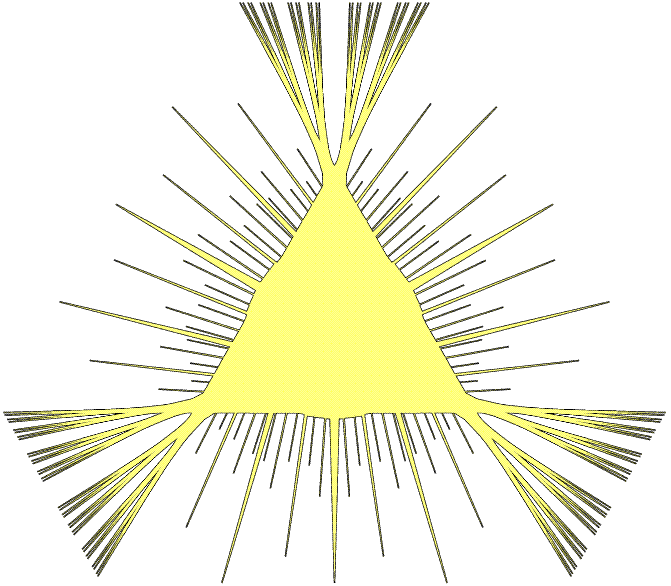
一个由佩龙树构造的挂谷转针集合

## 挂谷转针集合
通过使用Pál的技巧，即所谓的Pál连接（给定两条平行线，任何单位线段都可以在任意小尺寸的集合上从一个连续移动到另一个），可以从由佩龙树组成的贝西科维奇集合创建一个单位线段可以在其中连续旋转180度的集合。
1941年，H.J.van Alphen证明在半径为2+ε（任意ε>0）的圆内存在任意小的挂谷转针集合。1965年，人们发现了面积比三尖瓣线小的单连通的挂谷转针集合。Melvin Bloom和I.J.Schoenberg各自独立证明了挂谷转针集合的面积趋近于布卢姆·勋伯格数{\displaystyle {\tfrac {\pi }{24}}(5-2{\sqrt {2}})}。勋伯格推测这个数字是单连通挂谷转针集合面积的下限。然而，在1971年，F.Cunningham指出，当ε>0时，半径为1的圆内存在一个面积小于ε的单连通的挂谷转针集合。
虽然有测量为任意小正数的挂谷转针集合和测量为0的贝西科维奇针组，但没有测量为0量的卡基亚针组。

## 挂谷猜想

### 猜想敍述
然后，在更高维度中，也可以問最小的贝西科维奇集合有多大。這個問題衍生了许多称为挂谷猜想的猜想，并且开拓了称为几何测度论的数学领域。特别是，如果存在测度为零的贝西科维奇集，那么是否存在某些小于它们所处空间的维数的维度 s，使得該挂谷集具有 s 维豪斯多夫测度零？这个问题产生了以下猜想：
挂谷集合猜想：将Rn中的贝西科维奇集合定义为一个包含每个方向的单位线段的集合。这样的集合的豪斯多夫维数和闵科夫斯基维数等于n.
已知这对于n = 1,2是正确的，但是在更高维度中仅知道部分结果。

### 挂谷最大值函数
解决这个问题的一种现代方法是考虑一种特殊类型的最大函数，我们将其构造如下：将 Sn−1 ⊂ Rn 表示为n维空间中的单位球。定义
{\displaystyle T_{e}^{\delta }(a)}为长度为1，半径δ> 0的圆柱体，以点 a ∈ Rn为中心，其长边平行于单位矢量e ∈ Sn−1的方向。然后对于局部可积函数f，我们定义f的挂谷极大值函数
{\displaystyle f_{*}^{\delta }(e)=\sup _{a\in \mathbf {R} ^{n}}{\frac {1}{m(T_{e}^{\delta }(a))}}\int _{T_{e}^{\delta }(a)}|f(y)|dm(y)}
其中m表示n维勒贝格度量。请注意{\displaystyle f_{*}^{\delta }}定义为球体Sn−中的向量e。
然后对这些函数进行猜想，如果猜想是真的，将推出更高维度的挂谷集猜想：
挂谷极大函数猜想：对于所有ε > 0，存在一个常数Cε > 0，这样对于任何函数f和所有δ> 0，（参见符号的lp空间）
{\displaystyle \left\|f_{*}^{\delta }\right\|_{L^{n}(\mathbf {S} ^{n-1})}\leqslant C_{\epsilon }\delta ^{-\epsilon }\|f\|_{L^{n}(\mathbf {R} ^{n})}.}

### 成果
以下是一些有利于证明挂谷猜想的成果：
- 挂谷猜想在n = 1 (平凡地)和n = 2 (Davies[8])时成立。
- Wolff[9]表明在任何n维空间中，挂谷集的维数必须至少为（n + 2）/ 2。
- 2000年，Katz、Łaba和陶哲轩[10]证明挂谷集合的闵科夫斯基维数在维数为3时严格地大于5/2。
- 2000年，讓·布爾甘将挂谷问题与算术组合学联系起来，[11][12] 其中包括谐波分析和加法理论。
- 2002年，Katz和陶哲轩[13]将Wolff的限制范围缩小到了{\displaystyle (2-{\sqrt {2}})(n-4)+3}，更适合n > 4的情况。
- 2017年，Katz和Zahl[14] 将3维中贝西科维奇集合的豪斯多夫维数的下限推进到{\displaystyle 5/2+\epsilon } 且确认常数{\displaystyle \epsilon >0}。

### 證明
2025年2月26日，数学家王虹（纽约大学）和Joshua Zahl（不列颠哥伦比亚大学副教授）的一篇论文，聲稱證明了掛谷集合猜想在三维空间中的情形，被視為幾何測度論中的重大突破。

## 在分析学的应用
有些令人惊讶的是，这些猜想已经被证明与其他领域的一些问题有关，特别是在谐波分析中。例如，在1971年，Charles Fefferman能够使用贝西科维奇集构造来证明，在大于1的维度中，当p≠2时，截断的傅立叶积分不需要在Lp范数中收敛（这与一维情况相反，在这种情况下，截断的整群确实收敛）。

## 挂谷问题的类比和推廣

### 包含圆和球体的集合
挂谷问题的一個類推，是要求集合包含其他形狀，例如圆形或球面，而非原問題的線段。
- 在1997年[19]和1999年[20]，沃尔夫证明了：若一個集合包含每個半径的球面，則該集合的维度必須等於等于它所处的空间的维度。其證明方式是先給出圆形最大函数（类似挂谷最大函数）的一個界限。

- 有人猜想，存在一個零測集，其包含以每個點為中心的球面。然而，埃利亚斯·施泰因[21]的结果证明，当n≥3时，所有这些集合必须具有正测度，而对于n = 2的情况，Marstrand[22]证明了同樣的結論。

### 包含k维圆盘的集合
挂谷猜想的一个推广是考虑包含每個k维子空间的一部分的集合，而不是每个方向的线段。定義(n, k)-贝西科维奇集K 为Rn 中的紧致集，其勒貝格测度为零，且包含每个方向的k维单位圆盘的平移，即：若以B表示以零为中心的单位球，則对于每个k维子空间P，存在x ∈ Rn使得(P ∩ B) + x ⊆ K。因此，(n, 1)-貝西科維奇集就是前面描述的标准貝西科維奇集。
(n, k)-貝西科維奇猜想：对于k > 1，不存在(n, k)-貝西科維奇集。
1979年，Marstrand证明了不存在(3, 2)-貝西科維奇集。大约在同一时间，Falconer证明了當2k > n时，不存在(n, k)-貝西科維奇集。截至2020年，最優的成果是，Bourgain证明了当2k−1 + k > n时，不存在这样的集。

### 在有限域的向量空间的挂谷集
1999年，Wolff提出了Kakeya问题的有限域模拟，希望解决这一猜想的技术可以推广到欧几里德情形。 
有限域Kakeya猜想：令F为有限域，令K ⊆ Fn为挂谷集，即对于每个向量y ∈ Fn存在x ∈ Fn使K包含一条直线{x + ty : t ∈ F}。集合K的大小至少为cn|F|n ，其中cn>0是只与n有关常量。
Zeev-Dvir在2008年证明了这个猜想，表明这个说法适用于cn = 1/n!。 在他的证明中，他观察到挂谷集上n元次数低于|F|的为零的多项式必须为零。另一方面，次数低于|F|的n元多项式形成有以下维数的向量空间：{\displaystyle {|\mathbf {F} |+n-1 \choose n}\geq {\frac {|\mathbf {F} |^{n}}{n!}}.}
因此，至少有一个次数小于 |F|的非平凡多项式在任何给定集上收敛，且点数小于此数。结合这两个观察结果，Kakeya集必须至少有|F|n/n! 个点。
现在仍未清楚这些技术是否会延伸到证明原始挂谷猜想，但这一证明确实使基本代数反例不太可能，从而为原始猜想提供了可信度。Dvir撰写了一篇关于有限域挂谷问题及其与随机抽取器关系的综述文章。